# Letícia Lima
Letícia Lima (Três Rios, 14 de junho de 1984) é uma atriz, humorista e diretora de arte brasileira. É conhecida pelo trabalho na internet em diversos papeis na produtora Porta dos Fundos. Em 2015 assinou com a Rede Globo e estreou em sua primeira novela, A Regra do Jogo.

## Carreira
Na adolescência iniciou a carreira realizando peças de teatro. Em 2007 estreou como diretora de arte no curta-metragem O Lobinho Nunca Mente, da produtora 7 Marte. Na ocasião conheceu o ator Fábio Porchat e o produtor Ian SBF, com quem veio a trabalhar no canal de vídeos do YouTube Anões em Chamas. No canal, Letícia interpretou Amanda no quadro 'Programa da Amanda', onde ironizava a falta de feminismo na pele da personagem que era submissa ao homem em situações extremas, papel que levou-a ao reconhecimento. Em 2010 estrelou o filme Podia Ser Pior junto com Porchat, Tatá Werneck e Danilo Gentili. No mesmo ano fez uma participação no seriado do Multishow Open Bar e se junta novamente a Fabio Porchat e Tatá no filme Teste de Elenco. Em 2012 inicia o canal no YouTube Porta dos Fundos junto com Fábio Porchat, Gregório Duvivier, Clarice Falcão, Júlia Rabello, Rafael Infante, Marcos Veras e outros atores, se tornando o canal de maior visualização do Brasil em menos de um ano.
Em janeiro de 2015 Letícia decidiu deixar o elenco do Porta dos Fundos após assinar com a Rede Globo para integrar o elenco da telenovela A Regra do Jogo, visto que não poderia estar em duas emissoras ao mesmo tempo, uma vez que sua antiga companhia havia assinado com a Fox Brasil. Também participou no videoclipe Pole Dance da cantora Ana Carolina. Em 2016 entra para o elenco do seriado Vai que Cola, como a personagem Gabi.

## Vida pessoal
Entre 2005 e 2013 foi casada com o diretor Ian SBF e namorou a cantora Ana Carolina entre 2014 e 2018.
Entre outubro de 2019 a janeiro de 2020, viveu um affair com o ator Daniel Rocha, com quem contracenou no filme Quem Vai Ficar com Mário?, gravado em 2019.

## Filmografia

### Televisão
| Ano     | Título                         | Personagem             | Nota                                            |
| ------- | ------------------------------ | ---------------------- | ----------------------------------------------- |
| 2010    | Open Bar                       | Samantha               | Episódio: "Brad Cruise visita o Bar da Ladeira" |
| 2011    | Barata Flamejante              | Fernanda               |                                                 |
| 2012    | Adorável Psicose               | Mulher 3               | Episódio: "Mr. Lover Lover"                     |
| 2012    | O Fantástico Mundo de Gregório | Ela mesma              |                                                 |
| 2012    | Louco por Elas                 | Lelena                 | Episódio: "Léo Enfrenta ex-Rival"               |
| 2015    | As Canalhas                    | Gracinha               | Episódio: "Gracinha"                            |
| 2015    | A Regra do Jogo                | Alisson                |                                                 |
| 2016    | Chapa Quente                   | Anita                  | Episódio: "30 de junho"                         |
| 2016    | Totalmente Sem Noção Demais    | Drika                  | Episódio: "Webceleb"                            |
| 2016    | Dança dos Famosos              | Participante (8ºLugar) | Temporada 13                                    |
| 2016–19 | Vai que Cola                   | Gabi do Lins           |                                                 |
| 2017    | Os Trapalhões                  | Mulher Silicone        |                                                 |
| 2018    | Além da Ilha                   | Bia                    |                                                 |
| 2019–21 | Amor de Mãe                    | Estela Teixeira        |                                                 |
| 2021    | Desjuntados                    | Camila                 |                                                 |
| 2024    | Cilada                         | Sheilane               | Episódio: "Churrasco II"                        |
| 2024–25 | Rensga Hits!                   | Irina Silva            |                                                 |

### Internet
| Ano     | Título           | Personagem         | Nota                         |
| ------- | ---------------- | ------------------ | ---------------------------- |
| 2010–12 | Anões em Chamas  | Vários personagens |                              |
| 2010–12 | Anões em Chamas  | Amanda             | Quadro: "Programa da Amanda" |
| 2012–15 | Porta dos Fundos | Vários personagens |                              |
| 2014    | Refém            | Mirella            |                              |

### Cinema
| Ano  | Título                                   | Personagem          | Nota                                    |
| ---- | ---------------------------------------- | ------------------- | --------------------------------------- |
| 2007 | O Lobinho Nunca Mente                    | Voz de Marlene      | Curta-metragem; Também diretora de arte |
| 2010 | Podia Ser Pior                           | Suellen             |                                         |
| 2011 | Teste de Elenco                          | Atriz 2             |                                         |
| 2015 | Entre Abelhas                            | Rebeca              |                                         |
| 2015 | Bem Casados                              | Lili                |                                         |
| 2016 | Rodízio - O Filme                        | [ 21 ]              | Curta-metragem                          |
| 2016 | Entre Idas e Vindas                      | Recepcionista Hotel |                                         |
| 2017 | Ninguém Entra, Ninguém Sai               | Suellen             |                                         |
| 2017 | Duas de Mim                              | Sarely da Silva     |                                         |
| 2020 | 98%                                      | Érica               |                                         |
| 2021 | Quem Vai Ficar com Mário?                | Ana Mello           |                                         |
| 2021 | Cabras da Peste                          | Priscila            |                                         |
| 2022 | O Palestrante                            | Luciana             |                                         |
| 2023 | Nas Ondas da Fé                          | Jéssika             |                                         |
| 2025 | Todo Mundo (Ainda) Tem Problemas Sexuais | Luisa               | [ 26 ]                                  |

### Videoclipes
| Ano  | Música     | Artista      |
| ---- | ---------- | ------------ |
| 2014 | Pole Dance | Ana Carolina |

## Teatro
| Ano  | Título          | Direção      |
| ---- | --------------- | ------------ |
| 2014 | Cachorro Quente | João Fonseca |

## Prêmios e indicações
| Ano  | Prêmio                        | Categoria                      | Nomeações                 | Resultado | Ref.   |
| ---- | ----------------------------- | ------------------------------ | ------------------------- | --------- | ------ |
| 2015 | Troféu Internet               | Revelação do Ano               | Porta dos Fundos          | Indicado  |        |
| 2015 | Prêmio Extra de Televisão     | Revelação Feminina             | A Regra do Jogo           | Indicado  | [ 29 ] |
| 2015 | Prêmio Quem de Televisão      | Melhor Revelação               | A Regra do Jogo           | Indicado  | [ 30 ] |
| 2016 | Prêmio Geração Glamour        | Humorista do Ano               | Porta dos Fundos          | Venceu    | [ 31 ] |
| 2021 | Séries em Cena Awards         | Melhor Atriz Nacional de Filme | Cabras da Peste           | Indicado  |        |
| 2022 | Festival SESC Melhores Filmes | Melhor Atriz Nacional          | Quem Vai Ficar com Mário? | Indicado  |        |
| 2024 | Festival SESC Melhores Filmes | Melhor Atriz Nacional          | Nas Ondas da Fé           | Pendente  |        |